# 美国的地方自治

美国的地方自治
地方自治，狄龙规则不适用
地方自治，狄龙规则适用
有限地方自治，狄龙规则不适用
有限地方自治，狄龙规则适用
无地方自治，狄龙规则适用

美国的地方自治（英語：Home Rule in the United States）指的是美国各州的组成部分行使州政府所授予治理权的权力。在一些被称为“地方自治州（Home Rule State）”的州，州宪法赋予都市政府和或郡县政府以它们认为合适的方法来通过法律自治，只要符合联邦或州宪法。而在其他州，州立法机关通过法令授予地方政府有限的权力。而在这些州，如果都市政府或郡县政府想通过现有州立法未明确允许的法律或条例，必须获得州立法机关的许可。
美国50个州中有40个州采用了某种形式的“狄龙规则”的原则，即地方政府只能行使州政府明确授予他们的权力，以确定市政府法律权力的范围。 全国城市联盟确定了31个狄龙规则州，10个地方自治州，8个州只对某些都市适用狄龙规则，还有一个州（佛罗里达州）对除税收以外的所有事情都适用地方自治。 每个州都自己定义它将授予地方政府什么权力；而在地方政府层面，国家允许自由裁量权的有：
- 结构：选择政府形式及章程；颁布章程修订等权力。
- 功能：以宽泛或有限的方式行使地方自治。
- 财务：确定收入来源、设定税率、借入资金和其他相关金融活动的权力。
- 人事：制定雇佣规则、薪酬水平、雇佣条件和进行集体谈判的权力。

## 地方自治州与狄龙规则州
下方图表显示了美国50个州中哪些州是“地方自治州”，而哪些州则是遵从“狄龙规则”以确定地方政府权力。 图表中具有“有限”地方自治权的州可以单独授予特定城市和自治市的自治权，但没有宪法修正案保证自治权。既是地方自治州又是狄龙规则州的州将狄龙规则应用于宪法修正案或授予自治权的法规中未考虑的事项或政府单位。
华盛顿哥伦比亚特区有联邦政府授予的有限形式的地方自治；有关详细信息，请参阅哥伦比亚特区地方自治。
| 州           | 地方自治州 | 狄龙规则州 | 备注 |
| ------------ | ---------- | ---------- | --- |
| 阿拉巴马州   | 否         | 是         | 地龙规则仅适用于郡县。 |
| 阿拉斯加州   | 是         | 否         | |
| 亚利桑那州   | 是         | 是         | |
| 阿肯色州     | 有限       | 是         | |
| 加利福尼亚州 | 是         | 是         | 狄龙法则不适用于特许城市。 |
| 科罗拉多州   | 是         | 是         | |
| 康涅狄克州   | 是         | 是         | |
| 特拉华州     | 否         | 是         | |
| 佛罗里达州   | 是         | 否         | 佛罗里达州法规第166.021(1)节特别授予地方自治权。 |
| 乔治亚州     | 是         | 是         | 乔治亚州宪法第IX特别授予自治权。 |
| 夏威夷州     | 是         | 是         | |
| 爱达荷州     | 是         | 是         | |
| 伊利诺伊州   | 是         | 是         | 狄龙规则适用于未单独授予地方自治权的市镇。 |
| 印第安纳州   | 有限       | 是         | 狄龙规则仅适用于市镇。 |
| 爱荷华州     | 是         | 否         | |
| 堪萨斯州     | 有限       | 是         | 狄龙规则不适用于市镇或郡县。 |
| 肯塔基州     | 有限       | 是         | |
| 路易斯安那州 | 是         | 是         | 狄龙规则仅适用于1974年之前建立的特许自治市。 |
| 缅因州       | 是         | 是         | |
| 马里兰州     | 是         | 是         | |
| 马萨诸塞州   | 是         | 否         | |
| 密歇根州     | 是         | 是         | 地方自治适用于所有城市、一些乡村和两个郡县。 |
| 明尼苏达州   | 是         | 是         | |
| 密西西比州   | 否         | 是         | |
| 密苏里州     | 是         | 是         | |
| 蒙大拿州     | 是         | 否         | |
| 内布拉斯加州 | 否         | 是         | |
| 内华达州     | 否         | 是         | 地方自治立法SB29通过并赋予县专员更多权力；该法律于2015年7月生效。但是，包括一般改善区、特殊区、消防区和学区在内的地方政府不受这一变化的影响。 |
| 新罕布什尔州 | 否         | 是         | |
| 新泽西州     | 是         | 否         | |
| 新墨西哥州   | 是         | 是         | 狄龙规则适用于未单独授予地方自治权的市镇。 |
| 纽约州       | 是         | 是         | |
| 北卡罗来纳州 | 有限       | 是         | |
| 北达科他州   | 是         | 是         | |
| 俄亥俄州     | 是         | 否         | |
| 俄克拉荷马州 | 否         | 是         | |
| 俄勒冈州     | 是         | 否         | |
| 宾夕法尼亚州 | 是         | 是         | |
| 罗德岛州     | 是         | 是         | |
| 南卡罗来纳州 | 有限       | 否         | |
| 南达科他州   | 是         | 是         | |
| 田纳西州     | 是         | 是         | 狄龙规则仅适用于非自治市。 |
| 德克萨斯州   | 有限       | 是         | 一旦城市人口超过5,000并且选民通过城市宪章（其中的规定不能与德克萨斯州宪法或普通法相抵触），则城市就可以实行自治。 如果人口随后降至5,000人以下，虽《宪章》仍然有效但可进行修订； 否则，人口在5,000人或以下的城市仅受普通法管辖。学区通常受普通法管辖； 一个区可以采用地方自治宪章，但没有一个区选择这样做。 县和“特区”（除城市和学区外的其他特殊目的政府实体）仅受普通法管辖，禁止实行地方自治。 |
| 犹他州       | 有限       | 否         | |
| 佛蒙特州     | 否         | 是         | |
| 弗吉尼亚州   | 否         | 是         | |
| 华盛顿州     | 是         | 是         | |
| 西弗吉尼亚州 | 是         | 否         | 狄龙规则在1969年《市政法》第7条第1款中被事实废除。地方自治于2007年在试点项目中引入，并于2019年永久生效。 |
| 威斯康辛州   | 有限       | 是         | |
| 怀俄明州     | 否         | 是         | |